# De Fryske Marren
De Fryske Marren (en neerlandés: De Friese Meren; literalmente: los lagos de Frisia), es un municipio de la provincia de Frisia en los Países Bajos. El municipio se creó el 1 de enero de 2014 al fusionarse los antiguos municipios de Gaasterlân-Sleat, Lemsterland y Skarsterlân, más Terherne, aldea de Boarnsterhim, municipio también desaparecido.
En el momento de su creación el municipio contaba con alrededor de 51.200 habitantes ocupando una superficie de 559,93 km², de los que 198,1 km² corresponden a la superficie ocupada por el agua, con una densidad de población de 142 h/km².  Al municipio pertenece Sloten, antigua ciudad fortificada y una de las once ciudades históricas de Frisia. El gobierno municipal se localiza en Joure.

## Galería

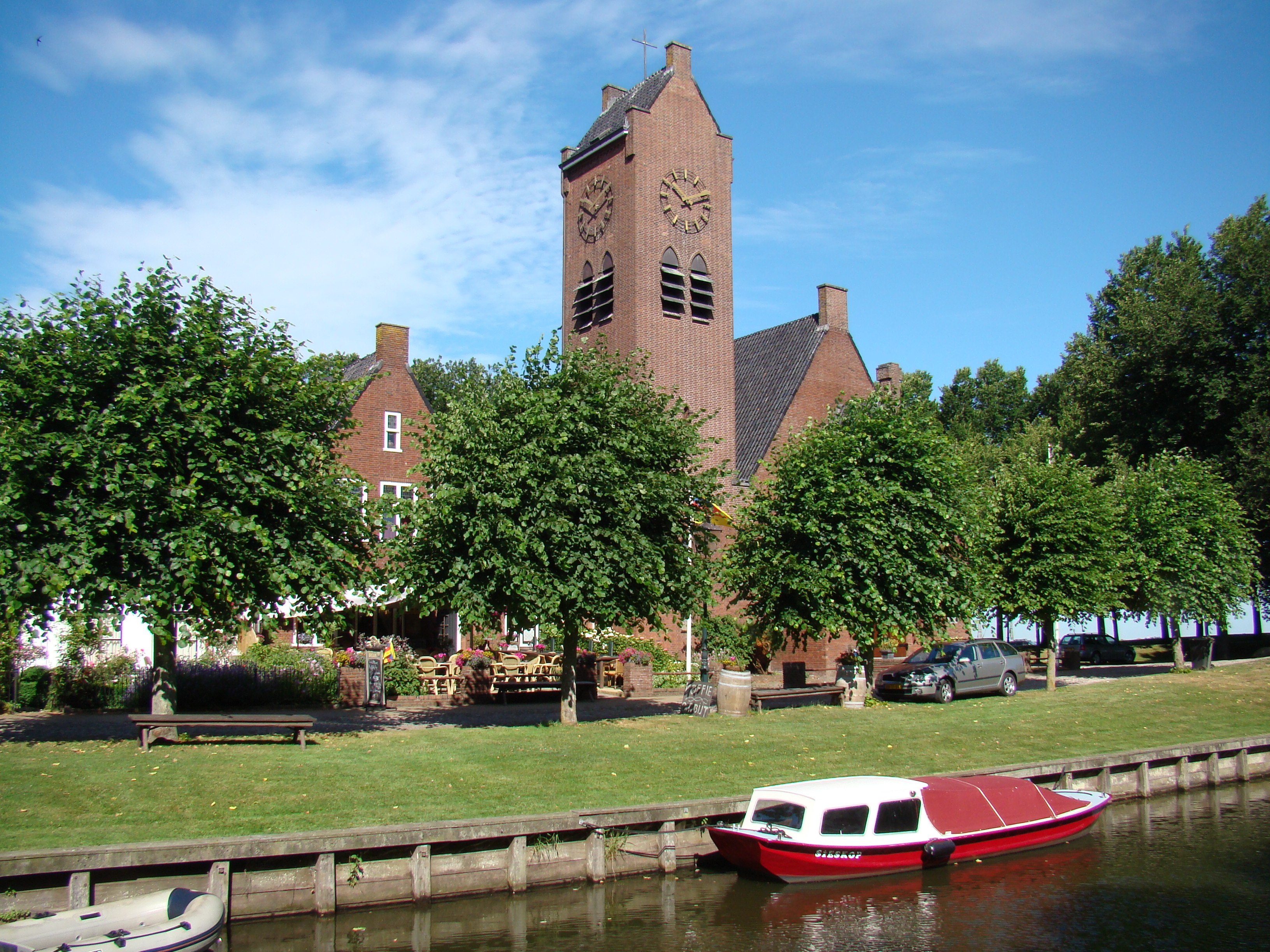
Sint-Fredericuskerk en Sloten.
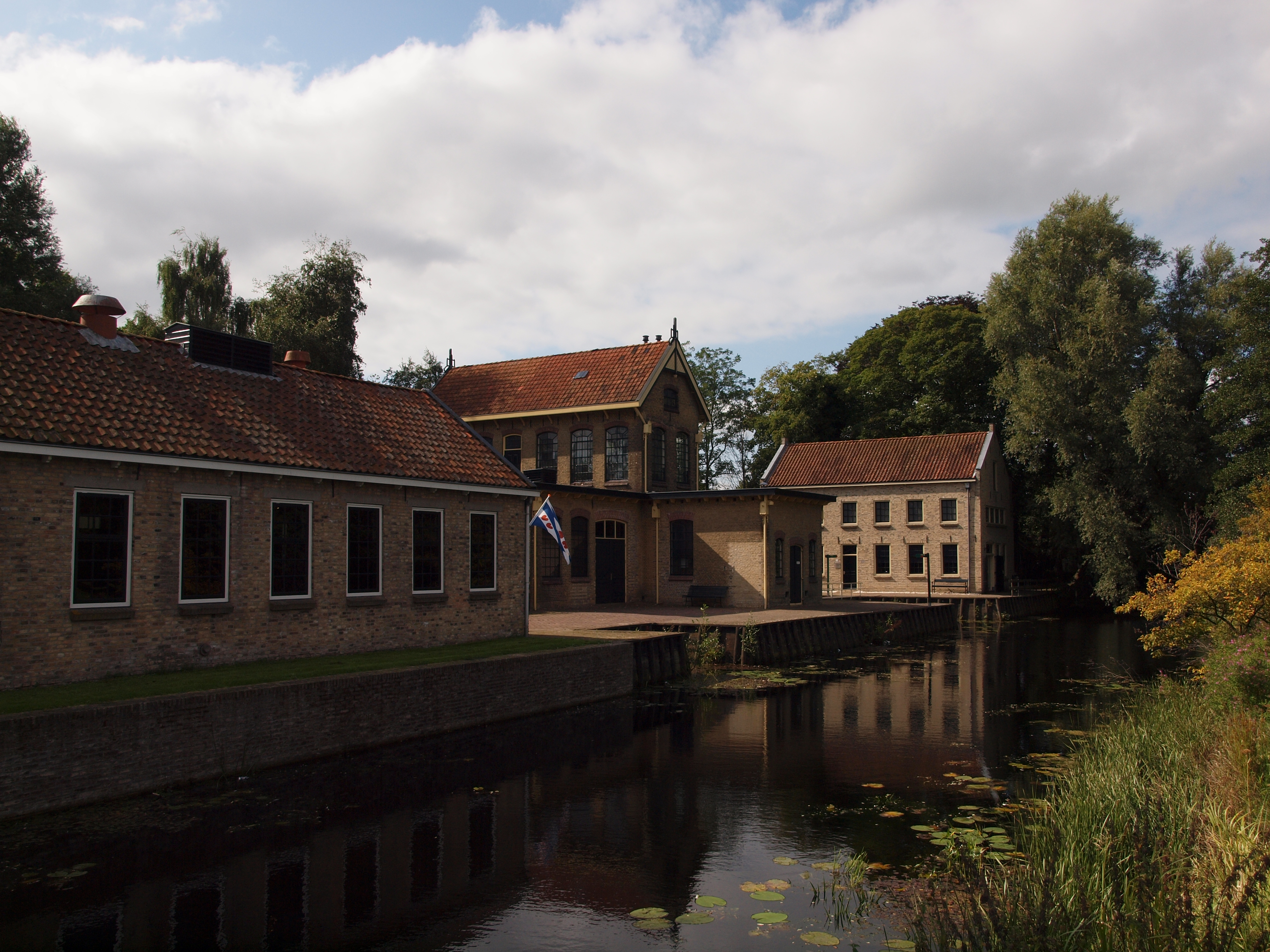
Antigua fundición en Joure.
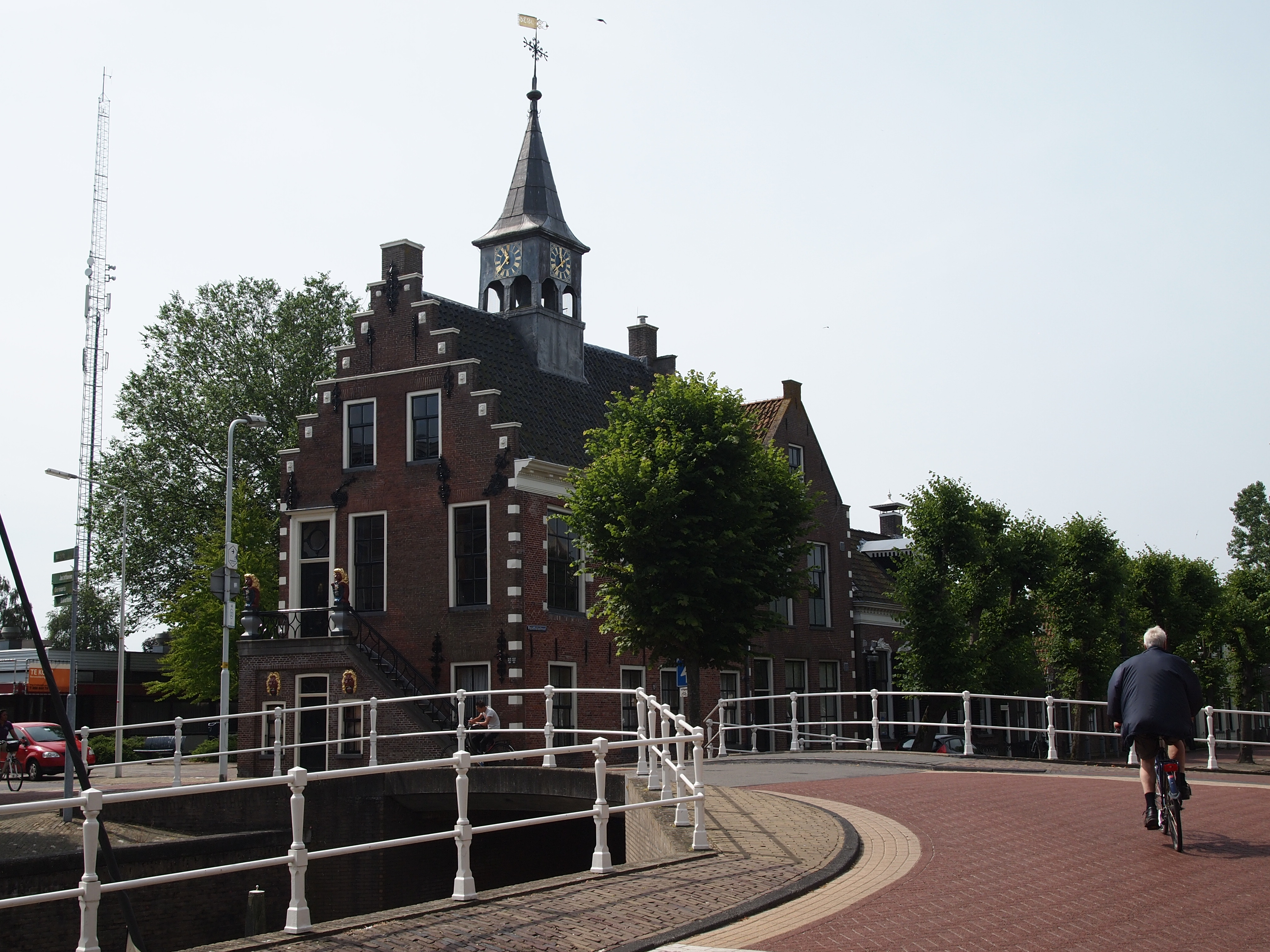
Raadhuis en Balk.